# Córrego Danta
Córrego Danta est une municipalité brésilienne de l'État du Minas Gerais et la microrégion de Piumhi .